# Manfred Wehdorn
Manfred Wehdorn est un architecte autrichien né le 23 janvier 1942 à Vienne.

## Biographie et carrière
La carrière de Manfred Wehdorn en tant qu'architecte commence en 1973. En 1981, il devient en outre professeur à l'université technique de Vienne. En outre, il est membre du Fonds de conservation de la vieille ville de Vienne. En 1998, il est rattaché à la Commission européenne à Bruxelles en tant qu'expert de la préservation du patrimoine bâti.
Du fait de cette dernière compétence, il s'oppose notamment au projet « Heumarkt », porté par la société WertInvest, visant notamment à ériger deux tours de 48 et 66 mètres de hauteur à l'intérieur de l'Innere Stadt, et qui selon lui met en péril le statut patrimonial du centre historique.

## Réalisation
Manfred Wehdorn est en particulier connu pour sa participation à la réhabilitation des quatre gazomètres de Vienne. Il est lors de ce chantier maître d'œuvre de la réhabilitation du gazomètre C.
De 2009 à 2013, il mène la rénovation du Palais de Liechtenstein (de), toujours à Vienne.